# Hundshof (Ahorntal)
Hundshof ist ein Gemeindeteil der Gemeinde Ahorntal im Landkreis Bayreuth (Oberfranken, Bayern). Hundshof liegt in der Gemarkung Reizendorf.

## Geografie

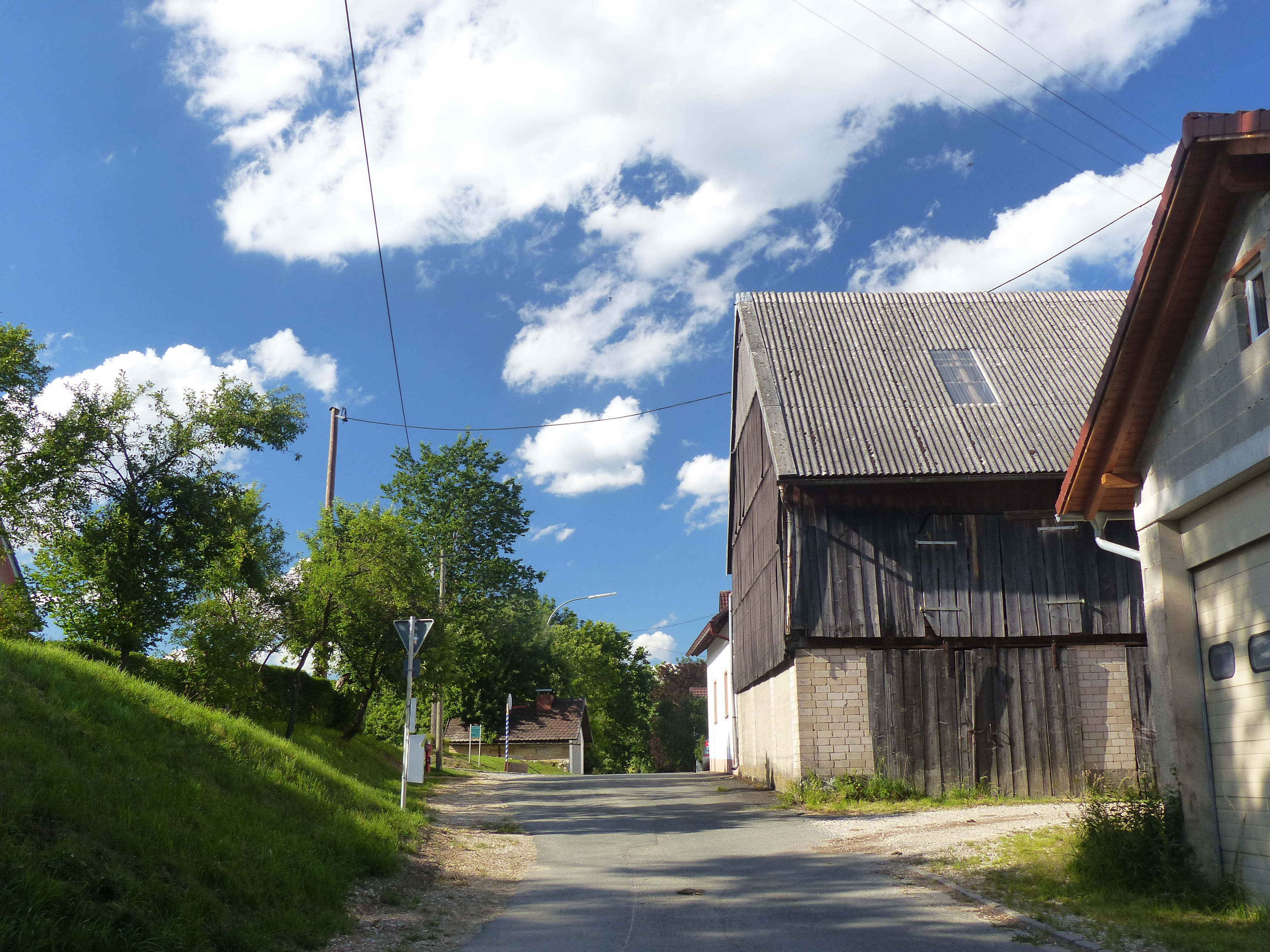
Der westliche Ortsbereich

Der Weiler im nordöstlichen Bereich der Fränkischen Schweiz ist etwa zweieinhalb Kilometer von dem südwestlich liegenden Ortszentrum von Kirchahorn entfernt.

## Geschichte
Der Ort wurde 1255 als „Curia“ (lat. für Hof) erstmals urkundlich erwähnt.
Bis zum Beginn des 19. Jahrhunderts hatte Hundshof in der Dorfmarkung von Reizendorf gelegen, einem Territorium, das der Landeshoheit des Hochstiftes Bamberg unterstand. Die für die Landeshoheit maßgebliche Dorf- und Gemeindeherrschaft wurde dabei vom Vogteiamt Waischenfeld ausgeübt, während die Hochgerichtsbarkeit dem Centamt Waischenfeld zustand. Als das Hochstift Bamberg infolge des Reichsdeputationshauptschlusses 1802/03 säkularisiert und unter Bruch der Reichsverfassung vom Kurfürstentum Pfalz-Baiern annektiert wurde, wurde damit auch Hundshof zum Bestandteil der bei der „napoleonischen Flurbereinigung“ in Besitz genommenen neubayerischen Gebiete, was erst im Juli 1806 mit der Rheinbundakte nachträglich legalisiert wurde.
Durch die Verwaltungsreformen im Königreich Bayern wurde Hundshof mit dem Zweiten Gemeindeedikt im Jahr 1818 zum Bestandteil der Ruralgemeinde Reizendorf. Im Zuge der Gebietsreform in Bayern wurde Hundshof zusammen mit Reizendorf am 1. Januar 1972 ein Bestandteil der neu gebildeten Gemeinde Ahorntal.

## Verkehr
Die Staatsstraße 2185 führt direkt am östlichen Ortsrand vorbei. Eine von dieser abzweigende Gemeindeverbindungsstraße durchquert den südlichen Ortsbereich und führt weiter nach Eichig. Der ÖPNV bedient den Weiler an einer nahe gelegenen Haltestelle der Buslinien 388 und 396 des VGN. Die am schnellsten erreichbaren Bahnhöfe befinden sich in Creußen, Schnabelwaid und Pegnitz. Der nächste Fernbahnhof ist der Hauptbahnhof in Bayreuth.